# Cour d'appel de Rouen
La cour d'appel de Rouen connaît des affaires venant des juridictions de son ressort qui s'étend sur les départements de l'Eure et de la Seine-Maritime en France.
Elle siège au palais de justice de Rouen, l'un des monuments les plus célèbres de la « Ville aux cent clochers ».

## Tribunaux du ressort
| -              | 4 tribunaux judiciaires     | 6 tribunaux de proximité        | 5 conseils de prud'hommes   | 5 tribunaux de commerce     |
| -------------- | --------------------------- | ------------------------------- | --------------------------- | --------------------------- |
| Eure           | - Évreux                    | - Bernay - Évreux - Les Andelys | - Bernay - Évreux           | - Bernay - Évreux           |
| Seine-Maritime | - Dieppe - Le Havre - Rouen | - Dieppe - Le Havre - Rouen     | - Dieppe - Le Havre - Rouen | - Dieppe - Le Havre - Rouen |

## Premiers présidents
- 1992-1996 : Vincent Lamanda
- 2007-2011 : Hubert Dalle
- 2011-2013 : Nicole Maestracci
- depuis 2018 : Marie-Christine Leprince-Nicolay

## Procureurs généraux
- 1822- : Pierre-Prudent de Vandeuvre-Bazile
- depuis 2015 : Frédéric Benet-Chambellan